# Holpijp (plant)
De holpijp (Equisetum fluviatile) is een overblijvende plant die behoort tot de paardenstaartenfamilie (Equisetaceae). Het is een plant die leeft in ondiep, matig voedselrijk, zoet water in sloten, moerassen en moerasbossen. De plant komt van nature voor op het noordelijk halfrond. De holpijp is een sporenplant.
De plant wordt 30–100 cm hoog en heeft een heldergroene tot bruine, gladde, holle en onvertakte stengel. Later kunnen de stengels aan de bovenkant wel vertakt zijn. De centrale holte is groot en omvat driekwart tot negentiende van de doorsnede van de stengel. Op de 4–8 mm dikke stengel zitten veertien tot dertig witachtige strepen. De in kransen staande bladeren bestaan uit kleine schubben, waarbij de bladscheden grotendeels met elkaar vergroeid zijn tot een stengelschede. De tot 1,2 cm lange, groene tot bruine stengelscheden hebben vijftien tot dertig smalle driehoekige tanden. De zwartachtige tanden hebben een groene voet. De holpijp vermeerdert zich hoofdzakelijk vegetatief met wortelstokken.
Van mei tot juli verschijnen er vruchtbare stengels met 1,5-2,5 cm lange sporenaren aan de bovenkant. De aar heeft een ronde bovenkant en bestaat uit sporangioforen. Aan de onderkant van de schildvormige sporangiofoor zitten vijftien tot twintig zakvormige sporangiën.

## Externe link

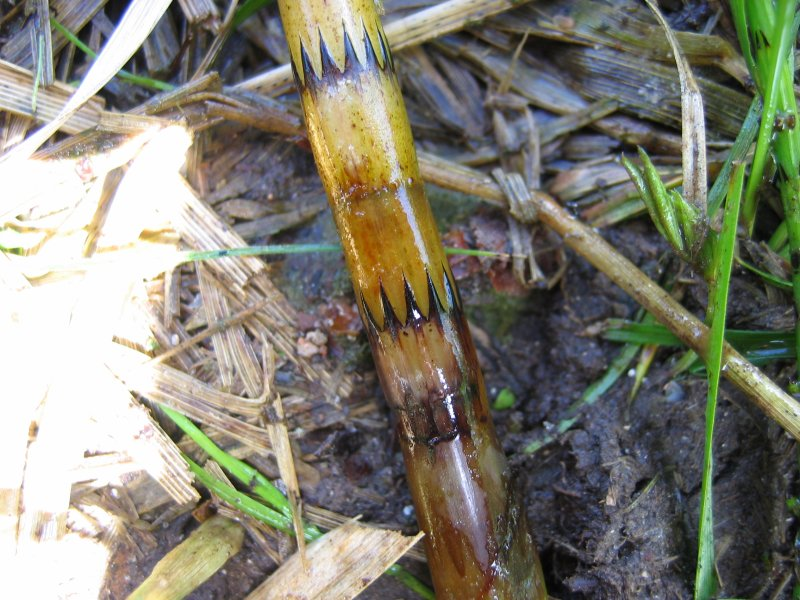
Stengelscheden
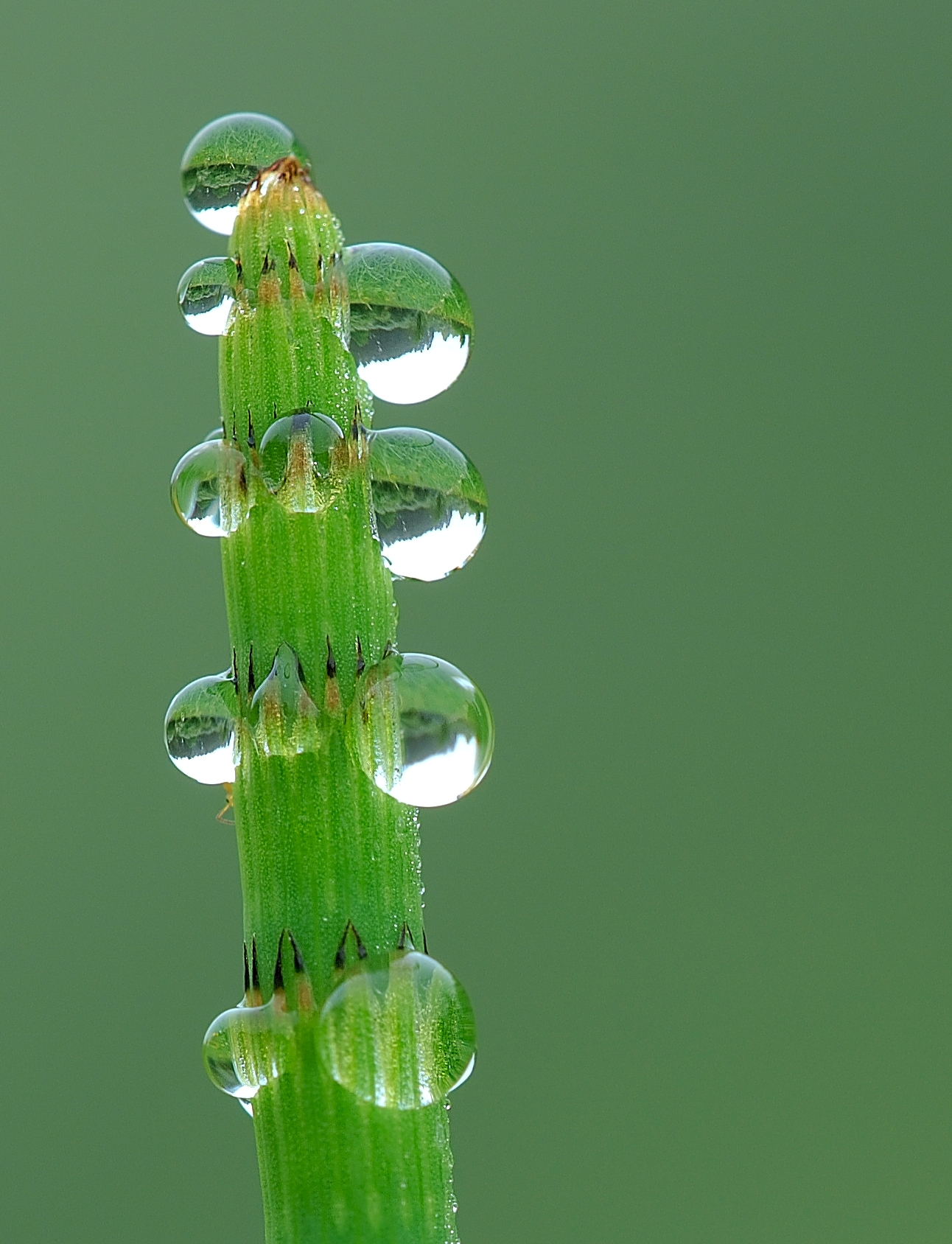
Guttatie aan holpijp